# Great End
Great End är ett berg i Storbritannien.   Det ligger i grevskapet Cumbria och riksdelen England, i den centrala delen av landet, 400 km nordväst om huvudstaden London. Toppen på Great End är 910 meter över havet, eller 57 meter över den omgivande terrängen. Bredden vid basen är 0,47 km. Great End ingår i Cumbrian Mountains.
Terrängen runt Great End är huvudsakligen kuperad.Runt Great End är det ganska tätbefolkat, med 70 invånare per kvadratkilometer. Närmaste större samhälle är Keswick, 15,3 km norr om Great End. Trakten runt Great End består i huvudsak av gräsmarker.